# ایستروپ
ایستروپ (به آلمانی: Istrup) یک منطقهٔ مسکونی در آلمان است که در بلمبرگ واقع شده‌است. ایستروپ ۱٬۵۸۱ نفر جمعیت دارد.